# Großbauer
Ein Großbauer ist ein Landwirt mit einer größeren Ausstattung an Produktionsfaktoren. Präzise Definitionen liegen meist nicht vor, und die Klassifikation unterscheidet sich von Land zu Land.
Großbäuerliche Landwirtschaft ist aufgrund der meist höheren Produktivität eng verknüpft mit Wohlstand.

## Beispiele für unterschiedliche Definitionen und ihre Auswirkungen
In Deutschland etwa war im 19. Jahrhundert der Berufsstatus des Großbauern klar definiert. Wer mehr als 100 ha Land besaß, wurde als Großbauer bezeichnet. Der ländliche Besitz setzte sich vorwiegend aus Ackerfläche sowie aus Weide und Wald zusammen. Neben den Ländereien hielten alle Großbauern Vieh und Pferde.
In der Demokratischen Bauernpartei Deutschlands der ehemaligen DDR wurden in der 2. Parteikonferenz der SED Eigentümer von bäuerlichen Betrieben mit über 20 ha als Großbauern klassifiziert. Bei »entsprechender politischer Einstellung« konnten auch Eigentümer mit weniger als 20 ha als Großbauern gelten.
In Polen kam es in der Mitte des 20. Jahrhunderts zu klassenkämpferischen Mitteln. Dort betrug seit 1950 die Einkommensteuer der Kleinbauern 2 Prozent und jene der Großbauern 40 Prozent, womit die Behörden wegen mangelnder und/oder unterschiedlicher Definitionen starken Druck auf widerspenstige oder oppositionell gesinnte Bauern ausüben konnten.
Heute beträgt vor allem in ostdeutschen Landkreisen die durchschnittliche landwirtschaftliche Nutzfläche pro Betrieb ein Vielfaches der ursprünglichen Großbauerngrenze von 100 ha. So beträgt sie im Landkreis Uecker-Randow 381 ha und im Salzlandkreis 350 ha.